# Michelbeke
Michelbeke is een landelijk dorp in de Belgische provincie Oost-Vlaanderen en een deelgemeente van de gemeente Brakel, het was een zelfstandige gemeente tot aan de gemeentelijke herindeling van 1971. Het dorp, is gelegen in de Vlaamse Ardennen en de Denderstreek.

## Geschiedenis

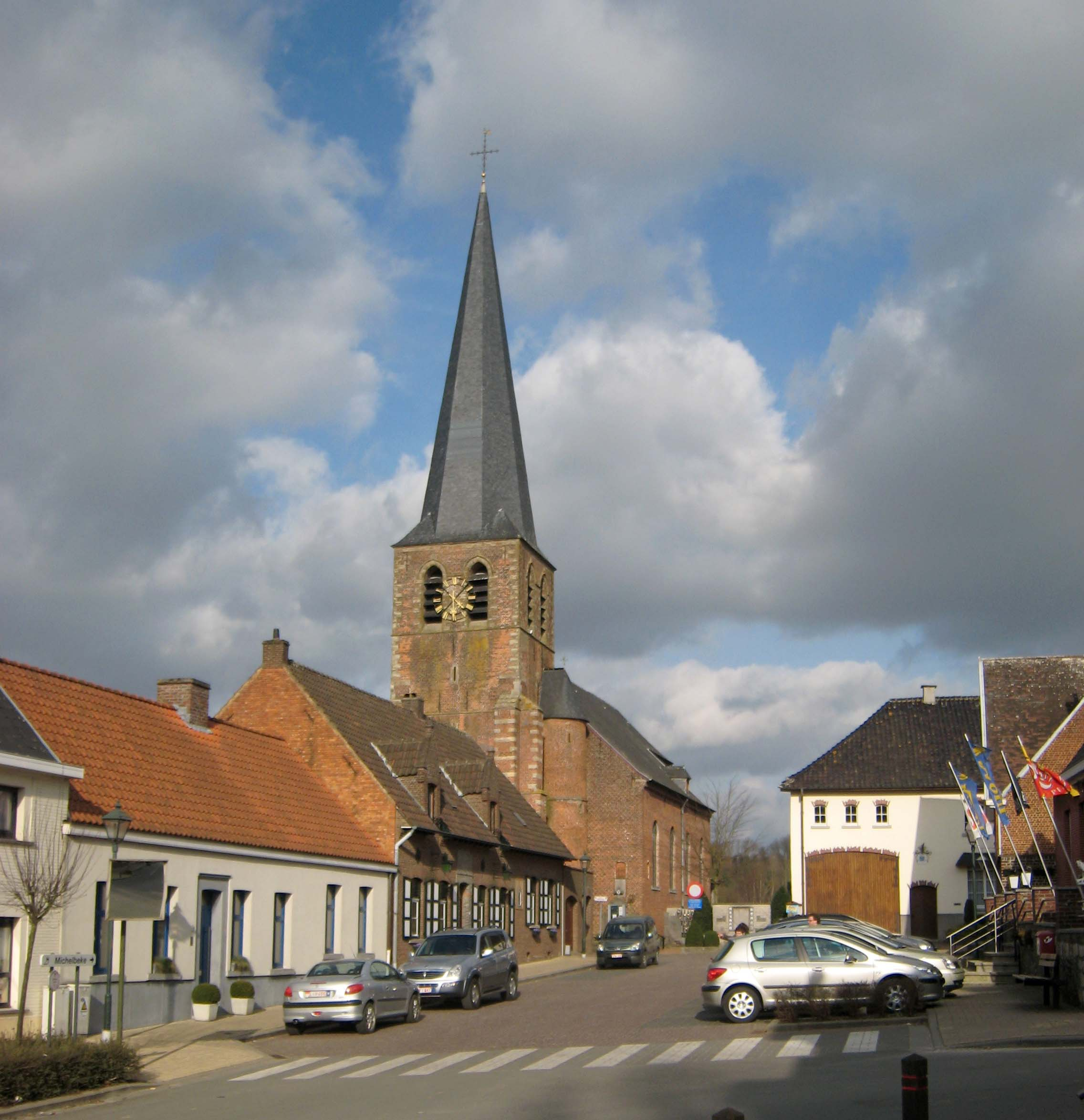
Sint-Sebastiaankerk van Michelbeke

Michelbeke wordt voor het eerst vermeld rond 1150. De naam betekent in het Germaans modderbeek. In de middeleeuwen behoort Michelbeke tot de baronie van Zottegem. In het midden van de 17e eeuw werd Michelbeke verkocht aan Pieter Blondel, de kasteelheer van Sint-Maria-Oudenhove die de heerlijkheid (vanaf 1675 baronie) Sint-Maria-Oudenhove oprichtte.
Bij de oprichting van de gemeenten in 1795 werden de twee plaatsen terug gescheiden en werden het onafhankelijke gemeenten.

## Bezienswaardigheden
- de classicistische Sint-Sebastiaankerk uit 1792-1794
- de Boembekemolen op de Zwalmbeek
- Berendries[1]

## Natuur en landschap
Michelbeke ligt aan de noordrand van de Vlaamse Ardennen op een hoogte van 30-100 meter. Ten oosten van de dorpskom stroomt de Zwalm in noordelijke richtimg/

## Demografische ontwikkeling
- Bronnen:NIS, Opm:1831 tot en met 1970=volkstellingen

## Politiek
Michelbeke had een eigen gemeentebestuur en burgemeester tot de fusie van 1971. De laatste burgemeester van Michelbeke was Herman De Croo (1964-1971).

## Varia
- Brouwerij Hedonis, opgericht in 2022.

## Sport
- In Michelbeke speelt damesvolleybalploeg Volley Saturnus Michelbeke, een van de clubs die uitkomt in de Eredivisie.
- Ook voetbalclub Standaard Michelbeke is er actief.
- Michelbeke is ook gekend om zijn vele wielerwedstrijden die passeren om over de Berendries, een heuvel net buiten het centrum van Michelbeke, te rijden. De Ronde van Vlaanderen was reeds 33 keer te gast om over deze helling en verbindingsweg tussen Michelbeke en Sint-Maria-Oudenhove te koersen.[2]

## Onderwijs
In het dorp bevindt zich het Instituut Stella Matutina (Ochtendster), een secundaire school die reeds bestaat sinds 1837 met de opleidingen hotel, verzorging, techniek-wetenschappen, sociaal technische wetenschappen en toerisme.

## Bekende inwoners
- Frederik Backaert, voormalig wielrenner
- Alexander De Croo, sedert 1 oktober 2020 premier van België
- Herman De Croo, politicus en burgemeester van het dorp van 1964 tot 1971
- Panamarenko (Henri Van Herwegen), beeldend kunstenaar (sedert zijn huwelijk in 2003 met Eveline Hoorens)
- De familie de Pessemier was er sinds de veertiende eeuw leenman en onder het ancien régime gedurende zes generaties erfelijk meier en schepen en burgemeester. Schrijver Paul de Pessemier 's Gravendries stamt af van deze oude Vlaamse familie.

## Nabijgelegen kernen
Elst, Rozebeke, Sint-Maria-Oudenhove, Nederbrakel
Deelgemeenten: Elst · Everbeek · Michelbeke · Nederbrakel · Opbrakel · Parike · Zegelsem

Overige dorpen en gehuchten: Sint-Maria-Oudenhove (deels)

Belgische gemeenten · Arrondissement Oudenaarde · Oost-Vlaanderen · Vlaanderen